# Diodora candida
Diodora candida là một loài ốc biển, là động vật thân mềm chân bụng sống ở biển thuộc họ Fissurellidae.